# South Shore—St. Margarets
Pour les articles homonymes, voir South Shore.
Circonscription électorale fédérale du Canada
South Shore—St. Margarets (auparavant South Shore—St. Margaret's) est une circonscription électorale fédérale canadienne dans la province de la Nouvelle-Écosse.
Elle comprend généralement le quart sud-ouest de la péninsule néo-écossaise (comtés de Shelburne, Queens et Lunenburg ainsi que l'extrémité ouest de la municipalité régionale d'Halifax).
Les circonscriptions limitrophes sont Nova-Ouest, Kings—Hants et Halifax-Ouest.

## Historique
La circonscription a été créée en 2003 d'une grande partie de South Shore et aussi d'une portion d'Halifax-Ouest.

## Députés
| Législature                                                      | Années        | Député | Député               | Parti        |
| ---------------------------------------------------------------- | ------------- | ------ | -------------------- | ------------ |
| South Shore—St. Margaret's issue de South Shore et Halifax-Ouest |               |        |                      |              |
| 38e                                                              | 2004–2006     |        | Gerald Keddy         | Conservateur |
| 39e                                                              | 2006–2008     |        | Gerald Keddy         | Conservateur |
| 40e                                                              | 2008–2011     |        | Gerald Keddy         | Conservateur |
| 41e                                                              | 2011–2015     |        | Gerald Keddy         | Conservateur |
| South Shore—St. Margarets                                        |               |        |                      |              |
| 42e                                                              | 2015–2019     |        | Bernadette Jordan    | Libéral      |
| 43e                                                              | 2019–2021     |        | Bernadette Jordan    | Libéral      |
| 44e                                                              | 2021–2025     |        | Rick Perkins         | Conservateur |
| 45e                                                              | 2025–en cours |        | Jessica Fancy-Landry | Libérale     |

## Résultats électoraux
Modèle:Élection générale canadienne de 2025 — South Shore—St. Margarets
|       | Candidat          | Parti        | # de voix | % des voix |
|       | Richard Clark     | Conservateur | +11 844,  | 22,57 %    |
|       | Bernadette Jordan | Libéral      | +29 877,  | 56,92 %    |
|       | Alex Godbold      | NPD          | +08 839,  | 16,84 %    |
|       | Richard Biggar    | Vert         | +01 520,  | 2,9 %      |
|       | Ryan Barry        | Communiste   | +00151,   | 0,29 %     |
|       | Trevor Bruhm      | Indépendant  | +00257,   | 0,49 %     |
| Total | Total             | Total        | 52 488    | 100 %      |

|       | Candidat         | Parti        | # de voix | % des voix |
|       | (X) Gerald Keddy | Conservateur | +17 948,  | 43,15 %    |
|       | Derek Wells      | Libéral      | +07 037,  | 16,92 %    |
|       | Gordon Earle     | NPD          | +15 033,  | 36,14 %    |
|       | Kris MacLellan   | Vert         | +01 579,  | 3,8 %      |
| Total | Total            | Total        | 41 597    | 100 %      |

|       | Candidat         | Parti        | # de voix | % des voix |
|       | (x) Gerald Keddy | Conservateur | +14 388,  | 35,99 %    |
|       | Bill Smith       | Libéral      | +09 536,  | 23,85 %    |
|       | Gordon S. Earle  | NPD          | +13 456,  | 33,65 %    |
|       | Michael Oddy     | Vert         | +02 090,  | 5,23 %     |
|       | Joe Larkin       | Héritage     | +00513,   | 1,28 %     |
| Total | Total            | Total        | 39 983    | 100 %      |